# Roxton (Texas)
Roxton est une ville située au sud-ouest du comté de Lamar , au Texas, aux États-Unis,.

## Démographie
Lors du recensement de 2010, la ville comptait une population de 650 habitants. Elle est estimée, en 2016, à 645 habitants.

### Source de la traduction
- (en) Cet article est partiellement ou en totalité issu de l’article de Wikipédia en anglais intitulé « Roxton, Texas » (voir la liste des auteurs).